# 1840년대
1840년대는 1840년부터 1849년까지를 가리킨다.

## 사건

### 기술
- 크로퍼드 롱에 의해 수술시 마취가 처음 시행되었다.
- 1844년 5월 24일 새뮤얼 모스에 의해 볼티모어에서 워싱턴 D.C.까지 전선을 이용한 통신이 최초로 보내졌다.
- 사진이 본격적으로 이용되기 시작했다.

### 전쟁,평화,정치
- 1840년 2월 6일 북부 뉴질랜드의 웨이탕지에서 웨이탕지협약이 처음으로 맺어졌다. 영국왕실과 마오리족 사이의 협약에 따라 뉴질랜드는 영국의 식민지가 되었고 현대 뉴질랜드의 기반이 되었다.
- 멕시코-미국전쟁(1846-1848)의 결과 승리한 미국은 텍사스,애리조나,캘리포니아,뉴멕시코를 자국영토로 편입했다.
- 유럽은 혁명이 물결쳤던 시기이며, 특히 1848년 혁명이 대표적이었다. 많은 이민,난민이 미국의 산업도시와 전 세계의 다른곳으로 몰려들었다.
- 1842년 8월9일 웹스터-애쉬버턴 조약에 따라 메인-뉴브런스윅이 미국과 캐나다간 경계가 되었다.

### 문화,종교
- 샬롯 브론테가 1847년에 제인 에어를 출판하였다.
- 칼 마르크스가 1848년2월21일 공산당선언을 출판하였다.